# Ladislas Bercheny

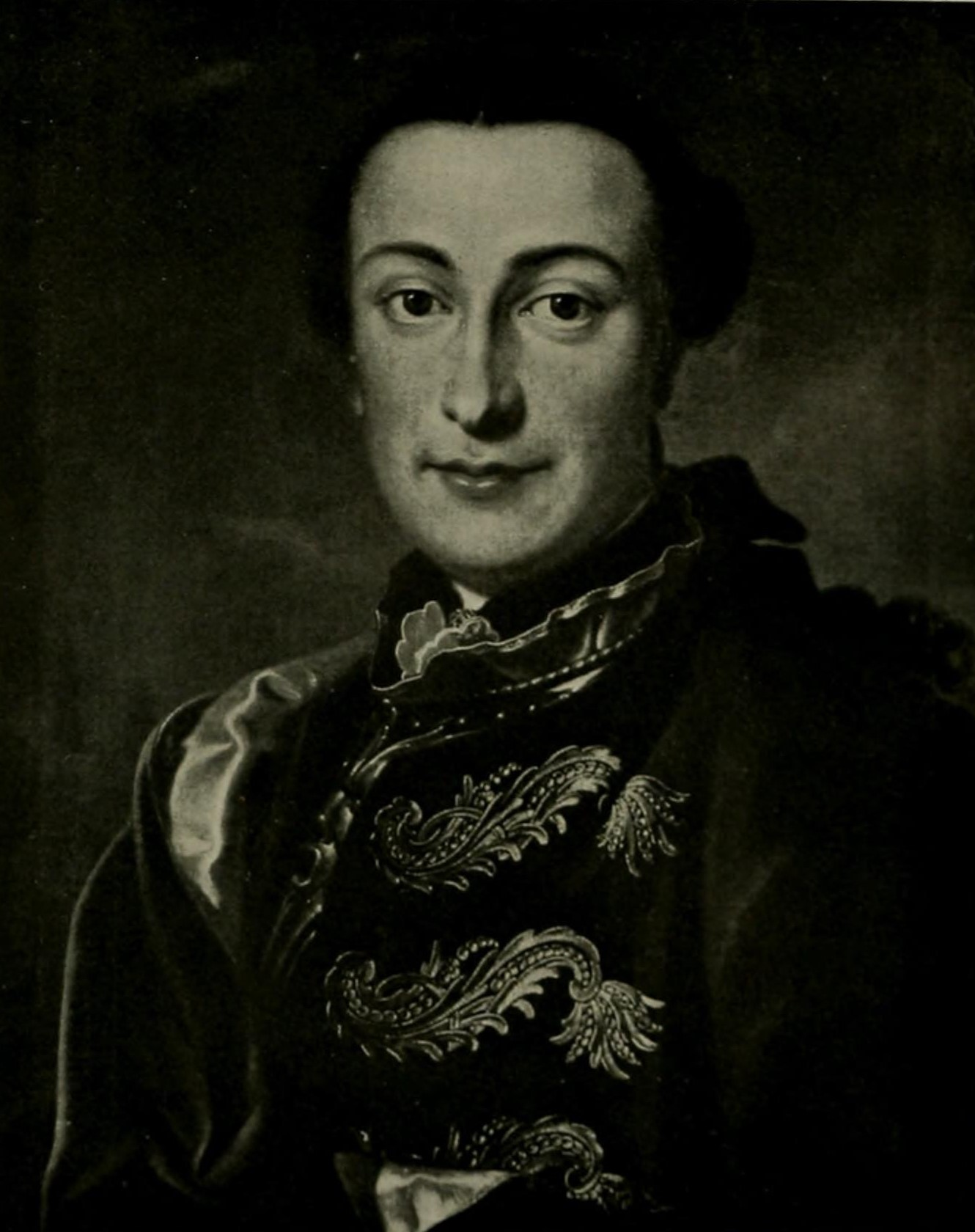
Porträt des Marschalls Ladislas Bercheny, von Johann Eberhard Ihle

Ladislas Ignace de Bercheny, ungarisch László Bercsényi (* 3. August 1689 in Eperjes; † 9. Januar 1778 in Luzancy) war ein in Frankreich naturalisierter ungarischer Adliger (Graf von Bercsényi) und Militär, der in den Rang eines Marschalls von Frankreich aufgestiegen war.

## Leben
Ladislas de Bercheny war der Sohn von Miklós Bercsényi, einem ungarischen Offizier in den Kriegen gegen die Osmanen und Freund von Franz II. Rákóczi, und Christine Drugeth de Homonna. Er begann seine militärische Laufbahn in der Leibwache Rákóczis im Unabhängigkeitskrieg gegen das Erzherzogtum Österreich. Er nahm an den Feldzügen von 1708, 1709 und 1710 teil und kämpfte insbesondere in der Schlacht bei Trentschin (3. August 1708), in der er das Leben des verwundeten Râkóczi rettete. Nach Rákóczis Scheitern 1711 emigrierte er nach Frankreich. 1712 wurde er zum Lieutenant-colonel im Regiment der Rattky-Husaren ernannt, dem seinerzeit einzigen Husaren-Regiment in der französischen Armee. Nachdem er ein Jahr bei Rákóczi in dessen Exil in Konstantinopel verbracht hatte, wurde er 1719 zum Mestre de camp des Regiments ernannt.
Um 1720 schlug er vor, weitere Husaren aus den Konstantinopler Exilanten für die Rattky-Husaren anzuwerben. Der Vorschlag führte umgehend zur Schaffung eines neuen Regiments, dessen Inhaber Bercheny selbst wurde, der Bercheny-Husaren. Gemeinsam mit einigen französischen und ungarischen Offizieren war Bercheny Ende 1722 in der Lage, 174 Ungarn zu rekrutieren.
Bercheny ließ sich nun dauerhaft in Frankreich nieder. Im Dezember 1726 wurde er Untertan des französischen Königs. 1729 erwarb Bercheny die Herrschaft Luzancy, die sein Wohnsitz wurde, später Messy, Courcelles, Clerenval, Florenval etc.
Die Bercheny-Husaren nahmen am polnischen Thronfolgekrieg teil, in dem Bercheny zum Brigadier befördert wurde. 1738 wurde er Maréchal de camp. Während des Österreichischen Erbfolgekriegs wurde er zum Lieutenant-général (1744) befördert und während des Siebenjährigen Kriegs, am 15. März 1758, zum Marschall von Frankreich ernannt; diese Ernennung erfolgte rein ehrenhalber, da er noch am gleichen Tag seinen Dienst quittierte. 1753 hatte er das Großkreuz des Ordre royal et militaire de Saint-Louis erhalten.
Ladislas de Bercheny zog sich nach Lunéville zurück, wo sein Freund Stanislaus I. Leszczyński residierte, bei dem er bereits seit mindestens 1738 Ämter innehatte, und nach dessen Tod 1766 auf sein Schloss in Luzancy, wo er 1778 starb.

## Ehe und Familie
Am 16. Mai 1726 heiratete er Anne Catherine Girard (1722–1766) aus dem Bürgtum Hagenau, die bereits einen Sohn mit ihm hatte; insgesamt bekam das Paar zwölf Kinder (von denen sechs jung starben), darunter:
- Nicolas François de Bercheny (* 26. November 1736 in Lunéville; † 8. Februar 1762 in Mülhausen); ⚭ 2. Mai 1757 Agnès Victoire de Berthelot, Tochter von François de Berthelot, Baron de Baye, und Cécile Elisabeth Rioult-Douilly-de-Cursay
- François Antoine de Bercheny (* 17. Januar 1744 in Lunéville; † 25. Januar 1810 in London); ⚭ (1) 30. Januar 1769 Louise Adélaïde Thomas-de-Pange (1752–1777), Tochter von Jean-Baptiste Thomas, Marquis de Pange, und Marie Adélaïde de Chambon d’Abouville; ⚭ (2) 19. Dezember 1777, geschieden 1793, Thérèse Prudence de Santo Domingo (* 1757), Tochter von Louis de Santo Domingo, Marquis de Santo Domingo, und Madeleine Merger